# Bartolomé Pérez (marino)
Bartolomé Pérez, fue un marinero versado en la cosmografía, tripulante de la carabela La Niña en el primer viaje[cita requerida] del descubrimiento de América y piloto de la carabela San Juan en el segundo.

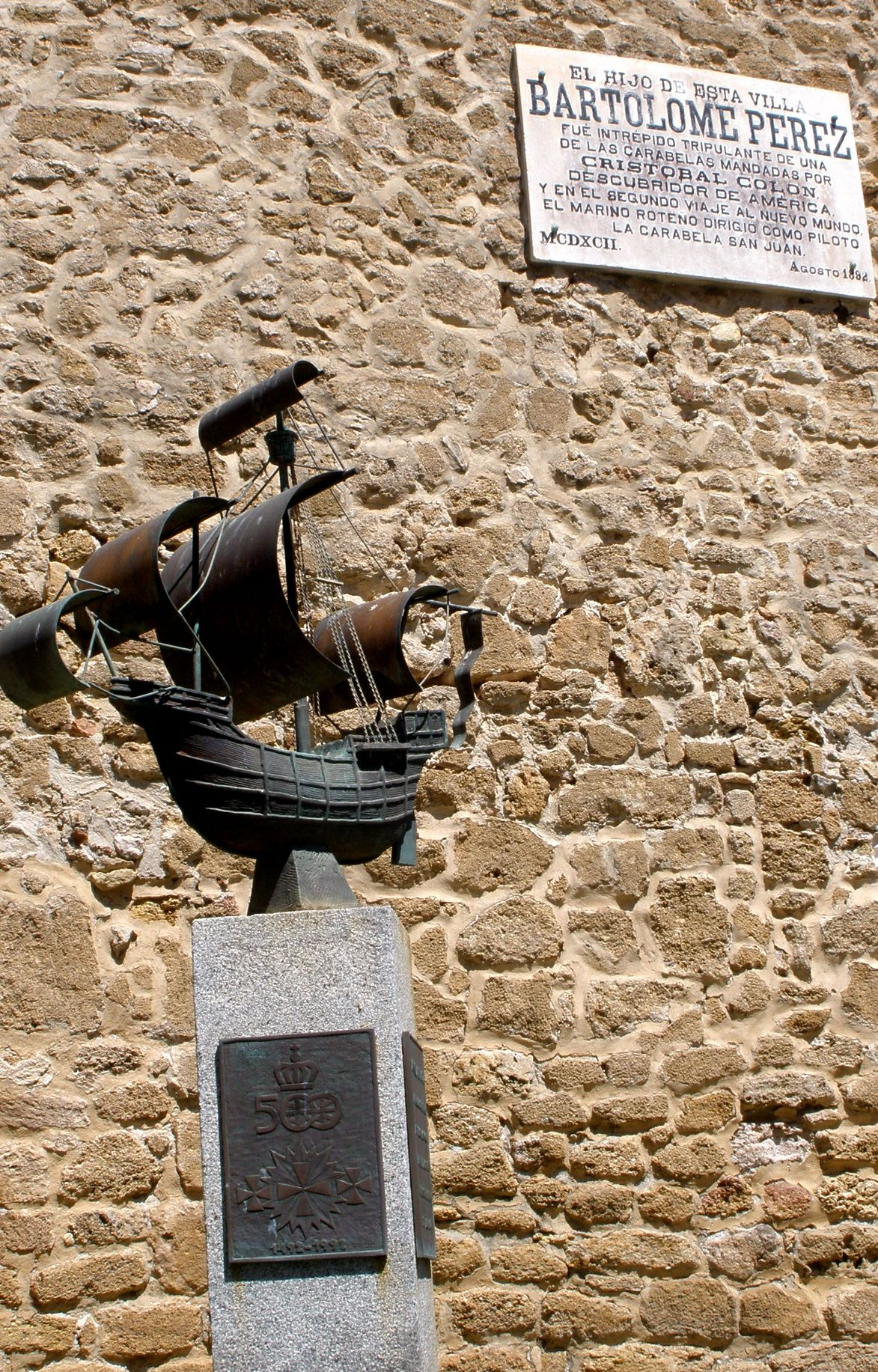
Monumento a Bartolomé Pérez en su Rota natal